# Seth Gilliam
Seth Gilliam (ur. 5 listopada 1968 w Nowym Jorku) – amerykański aktor filmowy i teatralny.

## Życiorys
Urodził się na Long Island w Nowym Jorku. W 1990 ukończył studia na kierunku sztuki teatralnej na Uniwersytecie Stanowym Nowego Jorku (SUNY) w Purchase w stanie Nowy Jork.
W 1990 debiutował na Off-Broadwayu w roli księcia Edwarda w sztuce Williama Shakespeare’a Ryszard III u boku Denzela Washingtona. Następnie trafił na mały ekran w roli Aarona Dextera w siódmym sezonie sitcomu NBC Bill Cosby Show (1990–1991).
W widowiskowym dreszczowcu fantastycznonaukowym Paula Verhoevena Żołnierze kosmosu (Starship Troopers, 1997) został obsadzony w roli sierżanta Sugara Watkinsa z elitarnej jednostki wojskowej, przygotowującej do ostatecznej rozgrywki z krwiożerczymi robalami z kosmosu. Rozpoznawalność wśród telewidzów przyniosła mu postać oficera Claytona Hughesa w serialu więziennym HBO Oz (1999–2001) i rola detektywa Ellisa Carvera w serialu kryminalnym HBO Prawo ulicy (2002–2008). Grał potem doktora Alana Deatona w serialu Teen Wolf: Nastoletni wilkołak (2011–2017) i księdza Gabriela w serialu Żywe trupy (od 2014). 
W 2010 w Bostonie grał tytułową rolę w inscenizacji Otello. W 2013 w Houston wystąpił w roli Marka Antoniusza w przedstawieniu Antoniusz i Kleopatra. 10 kwietnia 2018 powrócił na off-Broadway jako Tobias w spektaklu Deana Haspiela The Last Bar at the End of the World ze Stoyą.
24 sierpnia 2005 ożenił się z reżyserką teatralną Leah C. Gardiner.

## Filmografia

### Filmy
- 1995: Jefferson w Paryżu jako James Hemings
- 1996: Szalona odwaga jako Altameyer
- 1997: Żołnierze kosmosu jako sierżant Sugar Watkins
- 2009: Słyszeliście o Morganach? jako marszałek USA Lasky
- 2014: Motyl Still Alice jako Frederic Johnson

### Seriale
- 1990–1991: Bill Cosby Show jako Aaron Dexter
- 1992: Prawo i porządek jako Babatunde Amoda
- 1999–2001: Oz jako Clayton Hughes
- 2002–2008: Prawo ulicy (The Wire) jako Ellis Carver
- 2005: Prawo i bezprawie jako A.D.A. Terence Wright
- 2007–2008: Prawo i porządek: Zbrodniczy zamiar jako detektyw Daniels
- 2009: Układy jako Mark Waters
- 2009: CSI: Kryminalne zagadki Miami jako Aaron Nolan
- 2009: Szpital Miłosierdzia jako policjant
- 2010: Siostra Jackie jako dr Lindsey
- 2010: Prawo i porządek jako adwokat Michaela
- 2011: Żona idealna jako Jacob Rickter
- 2011–2017: Teen Wolf: Nastoletni wilkołak jako dr Alan Deaton
- 2012: Homeland jako Chapman
- 2012: Impersonalni jako detektyw Des Franklin
- 2013: Zabójcze umysły jako Lyle Johnson
- 2014–2022: Żywe trupy jako Gabriel Stokes
- 2016: Elementary jako dr Ira Wallace
- 2019: Miasto na wzgórzu jako wielebny Jasper Fields
- 2020: Bull jako dr Poulson